# هارون هاميل
هارون هاميل (بالإنجليزية: Aaron Hamill)‏ هو لاعب كرة قدم أسترالية أسترالي، ولد في 20 أغسطس 1977.

## وصلات خارجية
- هارون هاميل على موقع AustralianFootball.com (الإنجليزية)
- هارون هاميل على موقع AFLtables.com (الإنجليزية)